# Audrey Hepburn
Audrey Hepburn (rojena kot Audrey Kathleen Ruston, znana tudi kot Edda van Heemstra), britanska filmska igralka, manekenka, *4. maj 1929, Bruselj, Belgija, † 20. januar 1993, Tolochenaz, Švica.

## Življenje in delo
Audrey Hepburn je bila ena najbolj uspešnih filmskih igralk na svetu in je igrala s svetovnimi filmskimi zvezdniki kot so bili Gregory Peck, Rex Harrison, Humphrey Bogart, Gary Cooper, Cary Grant, Henry Fonda, William Holden, Fred Astaire, Peter O'Toole in Albert Finney. Nagrade BAFTA je prejela za svojo igro v Nun's Story (1959) in Charade (1963), ter prejela nominacije za Oskarja v filmih Sabrina (1954), Nun's Story (1959), Zajtrk pri Tiffanyju (1961) in Wait until Dark (1967).

### 1929–1952
Rojena je bila v Bruslju, v Belgiji, kot Audrey Kathleen Ruston, otroštvo pa je preživela predvsem na Nizozemskem, med nemško okupacijo Arnhema, v času 2. svetovne vojne (1939–1945). Bila je hči premožnega angleškega bankirja Josepha Victorja Anthonyja Rustona (* 1889; † 1980) in njegove nizozemske žene Elle Baroness van Heemstra (* 1900; † 1984). Študirala je balet v Arnhemu in se nato preselila v London leta 1948, kjer je še naprej plesala v baletu in delala kot fotografski model.  Zaradi porekla svojega očeta je dobila britansko državljanstvo. Ko je Audreyin oče na listini svojega prednika odkril ime Hepburn, je družina priimek spremenila v Hepburn-Ruston. Hepburnova je imela 2 polbrata, ki sta bila iz prvega zakona njene matere z nizozemskim plemičem Jonkheerjem Hendrikom Gustaafom Adolfom Quarlesom van Uffordom.
Ko je bila Hepburnova stara 6 tednov, je tako močno zbolela za oslovskim kašljem, da je prenehala dihati in so jo morali oživljati. Kasneje je zato Audrey dejala: »Če bi pisala biografijo, bi začela tako: Rodila sem se 4. maja, v Bruslju v Belgiji… in umrla 6 tednov kasneje.«
Njen oče je zapustil družino, ko je bilo Audrey 6 let. Izgubila sta vse stike. Ponovno sta se srečala šele čez dve desetletji, ko ga je Audrey našla s pomočjo Rdečega Križa. Kljub njunemu čustveno distanciranemu odnosu je Hepburnova svojega očeta od takrat naprej in vse do njegove smrti finančno podpirala.
Od leta 1935 do leta 1938 je Hepburnova obiskovala dekliško šolo v Kentu v Angliji. Ko je izbruhnila II. svetovna vojna, se je z mamo in obema polbratoma preselila k dedku v Arnhem na Nizozemskem, kjer je maja 1940 doživljala začetke nemške okupacije. Da bi mati prikrila britanske korenine svoje hčerke, ji je za tisti čas spremenila ime iz Audrey v Edda. Odpovedala se je tudi priimku hčerinega očeta in takrat se je Audrey imenovala Edda van Heemstra.
V času II. svetovne vojne je Hepburnova obiskovala pouk baleta na konservatoriju v Arnhermu, udeleževala pa se je tudi domačih plesnih prireditev, da bi zaslužila denar za odporniško gibanje v boju proti nemški okupaciji. Med prodorom zaveznikov pozimi 1944/1945 je na Nizozemskem trpela veliko lakoto.
Po koncu vojne se je družina začasno preselila v Amsterdam. Takrat je leta 1948 Audrey prvič stala pred kamero, v majhni vlogi v reklamnem filmu za dokumentarec Charlesa Huguenota van der Lindena - Nizozemščina v sedmih lekcijah (Nederlands in 7 lessen). Kmalu zatem se je Hepburnova vrnila v Anglijo, kjer je pri Marie Rembert končala baletno izobraževanje  z namenom, da postane profesionalna solo plesalka. Kmalu je spoznala, da se njene sanje o plesni karieri ne bodo izpolnile: nezadostno prehranjevanje v času vojne je okrnilo njeno mišično rast. Čeprav se je zelo trudila, z ostalimi plesalkami ni mogla držati koraka. Da bi denar zaslužila drugje, je najprej delala kot model in igrala v muzikalu v londonskem West End-u. Sledile so manjše vloge v britanskih filmih, kot so Podivjanka (One Wild Oat) in Sreča pride čez noč (The Lavender Hill Mob); oba iz leta 1951.

Med snemanjem filma Glasba v Monte Carlu (Nous irons à Monte Carlo) leta 1951 je Hepburnova po naključju živela v istem hotelu na francoski rivieri kot pisateljica Sidonie-Gabrielle Colette, ki je za broadwaysko uprizoritev svoje igre Gigi (1944) iskala glavno igralko. Ko je Collete zagledala mlado igralko, je vzkliknila: »Našla sem Gigi!« In tako je Audrey potovala v Ameriko, kjer je od novembra 1951 do maja 1952 v Fultonskem gledališču plesala v vlogi Gigi. Za svoj nastop je prejela svetovno gledališko nagrado Theatre World Award, opazili pa so jo tudi v Hollywoodu.

### 1953–1992
Svojo prvo glavno vlogo je z Gregoryjem Peckom odigrala v filmu Rimske počitnice (Roman Holiday) in 26. marca 1954 zanjo prejela oskarja, zlati globus in nagrado BAFTA za najboljšo žensko glavno vlogo. Prav tako je prejela nagrado Tony za svojo igro v Ondine (1954). Audrey Hepburn je čez noč napredovala do zvezd in do poznih šestdesetih veljala za vodilno filmsko igralko.
V Hollywoodu je bila v petdesetih letih nežna Audrey dobrodošlo nasprotje bohotnemu lepotnemu idealu Marilyn Monroe. Občinstvo je osvojila bliskovito hitro, imela pa je tudi velik vpliv na modo: široko nabrana krila, kratka črna oblekica, malce prevelika sončna očala, rutica okrog vratu, hlače do gležnjev in ploščate balerinke so bile njen prepoznavni znak. Njen stil so kmalu kopirale vse generacije žensk po svetu.
Med snemanjem filma Sabrina leta 1953 je Audrey spoznala francoskega modnega kreatorja Huberta de Givenchyja. Med Givenchyjem in Audrey se je razvilo globoko doživljenjsko prijateljstvo in od takrat naprej je oblikovalec kreiral tudi njeno garderobo. Zanj je bila muza in model na prvem mestu, njegove elegantne kostime je nosila tako v svojih filmih kot tudi v zasebnem življenju. Tudi za film Sabrina je bila Hepburnova nominirana za oskarja za najboljšo glavno vlogo, vendar je na podelitvi izpadla. Leta 1954 je z Melom Ferrerjem v igri Ondine nastopila na Broadwayu in za najboljšo žensko glavno vlogo prejela nagrado Tony. Na gledaliških vajah sta se Audrey in Ferrer zaljubila in poročila le nekaj mesecev kasneje, septembra 1954. Par je pred kamerami skupaj nastopil tudi v spektaklu Vojna in mir (War and Peace, 1956).
V filmu Smešni obraz (Funny Face, 1957) se je lahko z igralcem Fredom Astaireom predajala svoji veliki strasti - plesu. Z Garyjem Cooperjem je snemala film režiserja Billyja Wilderja Ljubezen popoldne (Love in the Afternoon, 1957) in odigrala glavno vlogo v filmu Nunina zgodba (The Nun's story), za katerega je bila ponovno nominirana  za oskarja, prejela je tudi italijansko filmsko nagrado David di Donatello in nagrado BAFTA. V vesternu Neoproščeno (The Unforgiven, 1960) je takrat noseča Audrey Hepburn odigrala glavno vlogo z Burtom Lancasterjem. Med snemanjem je grdo padla s konja in si poškodovala hrbtno vretence, kmalu za tem pa izgubila svojega še nerojenega otroka. To je bil eden izmed njenih treh spontanih splavov, ki dokaj zasenčili njeno srečo v privatnem življenju.
Z rojstvom sina 17. julija 1960 v Luzernu je Audrey Hepburn vendarle izkusila srečo materinstva. Družina je večino časa živela v Švici, za snemanje filma Zajtrk pri Tiffanyju (Breakfast at Tiffany's) pa se je po pripovedovanju Trumana Capoteja začasno preselila v ZDA. V svoji resnično najbolj prepoznavni vlogi  Audrey pooseblja Holly Golightly, ki hrepeni po razno raznih doživetjih. Za to uprizoritev je Hepburnova prejela svojo četrto nominacijo za oskarja. Glasbo za film je zložil Henry Mancini in o glavni igralki dejal: »Moon River je napisana za njo. Nihče je ni razumel tako dobro. Obstaja več tisoč verzij te skladbe, ampak njena je brez dvoma najboljša.«
S Caryjem Grantom in Walterjem Mathaujem je posnela film Šarada (Charade,1963) in igrala v filmski različici Moja draga dama (My Fair Lady, 1964) in leta 1964 postala tretji igralec na svetu, ki je prejel 1.000.000 $ za filmsko vlogo. Čeprav se je kljub pevsko neizšolanemu glasu izkazala z interpretacijo pesmi Moon River, so njene glasbene sposobnosti zamenjali s profesionalno pevko Marnie Nixon. Leta 1967 je Audrey v filmu Počakaj, dokler se ne stemni (Wait Until Dark, 1967) odigrala vlogo slepe ženske in bila posledično že petič nominirana za oskarja. Film je produciral njen tedanji mož Mel Ferrer, kar  je bilo njuno zadnje skupno sodelovanje, saj sta se leta 1968 ločila.
Med leti od 1968 do 1975 se je umaknila iz filmske industrije ter vzela odmor, da bi preživela več časa s svojima sinovoma. Do svoje smrti je nastopila le še v petih filmih. Poročila se je z italijanskih psihiatrom Andrea Dottijem, s katerim je imela drugega sina (Luca Dotti, *1970). Tudi ta zakon se ni obdržal, ločila sta se leta 1980. Leta 1976 je igrala z Seanom Conneryjem v Robin in Marian. Leta 1989 je posnela svoj zadnji film Vedno (Always) režiserja Stevena Spielberga.
Njene medvojne travme in trpljenje so jo vzpodbudile za humanitarno delo, v 50. letih 20. stoletja je delala za UNICEF. Od leta 1988 do leta 1992 je delala v nekaterih najbolj močno prikrajšanih skupnostih v Afriki, Južni Ameriki in Aziji. Skupaj s svojim partnerjem Robertom Woldersom in fotografom Johnom Isaacom je skoraj do svoje smrti potovala v nešteto dežel, med drugimi v Etiopijo, Sudan, Somalijo, Salvador, Honduras, Mehiko, Venezuelo, Ekvador, Bangladeš, Vietnam in Tajsko, z namenom, da podpre UNICEF-ove projekte. Po svojih potovanjih je zbirala denar na dobrodelnih prireditvah v Evropi in ZDA, kjer je te projekte tudi predstavila. Delovala je tudi kot UNICEFova ambasadorka dobre volje in bila za svoje delo nagrajena s predsedniško medaljo miru. Delo za UNICEF ji je zaradi zdravstvenih razlogov leta 1992 začelo povzročati vedno večje preglavice. 1. novembra  1992 so ji zdravniki postavili diagnozo - rak na črevesu v višjem stadiju. Bila je operirana in odločila se je za kemoterapije, vendar je kljub temu boj proti raku izgubila januarja 1993. Umrla je v svoji hiši v Tolochenazu v Švici in bila pokopana na tamkajšnjem krajevnem pokopališču.
Na podelitvi oskarjev leta 1993 je bila posmrtno odlikovana s častnim oskarjem za posebne humanitarne namene (Jean Hersholt Humanitarian Award). Leta 1999 je bila proglašena za tretjo najboljšo žensko filmsko zvezdo vseh časov na lestvici Ameriškega filmskega inštituta.

## Zanimivosti
- Njena mati je po vojni spričo nacističnih zločincev, med katerimi so bili vpleteni tudi člani njene družine na Nizozemskem, sklenila, da  bo njihova imena in vsa plemiška imena, nazive ter vse ostalo opustila in postala običajna meščanka.
- Med vojno je Audrey kot medicinska sestra oskrbovala ranjenega vojaka Terenca Younga, kasnejšega režiserja treh filmov o Jamesu Bondu. 20 let kasneje je odigrala glavno vlogo v filmu  Počakaj, dokler se ne stemni (Wait Until Dark), ki ga je zrežiral ravno on.
- Letalo McDonnell Douglas MD-11 nizozemske letalske družbe KLM Royal Dutch Airlines, ki obratuje od leta 1994, nosi ime Audrey Hepburn.
- Audrey Hepburn in igralka Katharine Hepburn (1907–2003) nista bili v nikakršnem sorodu.
- Dobrodelna pisemska znamka Audrey Hepburn nemške pošte ni bila nikoli izdana. Obstaja le še nekaj izredno redkih primerkov in velja za najdragocenejšo moderno pisemsko znamko na svetu.
- Leta 1999 so za ameriški televizijski program posneli filmsko biografijo z naslovom Zgodba Audrey Hepburn (The Audrey Hepburn Story), ki prikazuje njeno življenje. Glavno vlogo je prevzela Jennifer Love Hewiit, ki je tudi sodelovala pri sami produkciji filma.
- Aprila 2006 je bila po oceni bralcev britanskega časnika New Woman Audrey razglašena za najlepšo žensko vseh časov.
- Audrey Hepburn spada k desetim umetnikom, ki so prejeli tako oskarja in emmyja, kot tudi grammyja in tonya. Ostali umetniki so: John Gielgud, Helen Hayes, Rita Moreno, Whoopi Goldberg, Marvin Hamlisch, Richard Rodgers, Jonathan Tunick, Mel Brooks, Mike Nichols, Liza Minnelli in Barbra Streisand.

## Filmografija
- 1948: Nizozemščina v sedmih lekcijah (Nederlands in 7 Lessen)
- 1951: Podivjanka (One Wild Oat)
- 1951: Sreča pride čez noč (The Lavender Hill Mob)
- 1951: Glasba v Monte Carlu (Nous irons à Monte Carlo)
- 1953: Monte Carlo (Monte Carlo Baby)
- 1953: Rimske počitnice (Roman Holiday)
- 1954: Sabrina (Sabrina)
- 1956: Vojna in mir (War and Peace)
- 1957: Smešni obraz (Funny Face)
- 1957: Ljubezen popoldne (Love in the Afternoon)
- 1959: Nunina zgodba (The Nun’s Story)
- 1960: Neoproščeno (The Unforgiven)
- 1961: Glasna šepetanja (Children's hour)
- 1961: Zajtrk pri Tiffany (Breakfast at Tiffany’s)
- 1963: Šarada (Charade)
- 1964: Moja draga dama (My Fair Lady)
- 1966: Kako ukrasti milijon? (How to Steal a Million)
- 1967: Počakaj, dokler se ne stemni (Wait Until Dark)
- 1976: Robin in Marian (Robin and Marian)
- 1979: Sled krvi (Bloodline)
- 1981: Vsi so se smejali (They All Laughed)
- 1986: Ljubezen med tatovi (Love Among Thieves)
- 1989: Vedno (Always)